# Saint-Martin-d'Ablois
Saint-Martin-d'Ablois é uma comuna francesa na região administrativa do Grande Leste, no departamento de Marne. Estende-se por uma área de 21.88 km², e possui 1.414 habitantes, segundo o censo de 2018, com uma densidade de 65 hab/km².